# Modello di utilità
Il modello di utilità, nel diritto industriale, è una forma nuova di un prodotto industriale che dà al prodotto stesso una particolare efficacia o comodità di applicazione o di impiego. I modelli di utilità sono tutelati da una particolare forma di brevetto, definito brevetto per modello di utilità.
Es. L'Adidas, per i mondiali del 1978, registrò il modello di utilità del pallone "Tango".
I modelli di utilità si distinguono dall'invenzione per il fatto che, nel caso di modello di utilità, manca una vera e propria nuova soluzione ad un determinato problema tecnico. Si distinguono, inoltre, da un'altra tipologia di modelli industriali, definiti nel nostro ordinamento come disegni e modelli, che rappresentano un ritrovato estetico ma anche ergonomico e funzionale.
Più specificatamente le invenzioni sono idee aventi carattere di "novità" per la soluzione di un problema tecnico suscettibile di applicazione industriale; dal punto di vista ontologico l'invenzione può configurarsi alternativamente come di prodotto, di procedimento o d'uso.
Anche nel modello di utilità vi è la soluzione di un problema tecnico. Si tratta dello specifico problema tecnico di conferire particolare efficacia o comodità di applicazione o di impiego intervenendo sulla forma delle macchine o parti di esse, degli strumenti, degli utensili e degli oggetti di uso in genere.
Nella riforma del 1987 il legislatore ha preso atto che i brevetti per invenzione e per modello di utilità si distinguono dai disegni e modelli ornamentali come la tecnologia si distingue dal design industriale.
I modelli di utilità sono rilasciati in Italia dall'UIBM (Ufficio italiano brevetti e marchi); il rilascio presuppone una domanda da parte dell'interessato, la quale dovrà contenere una descrizione sufficiente ad attuare l'invenzione rivendicata. Il titolo è rilasciato senza esame dei requisiti di proteggibilità, ed in particolare senza ricerca delle anteriorità. Sarà esclusivamente il tecnico del ramo a valutare la novità, l'originalità e l'applicazione industriale del modello di utilità. L'esclusiva ha durata decennale; il termine decorre dalla data della presentazione della domanda.